# Achaea trapezoides

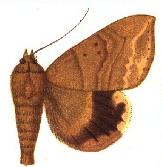
Achaea trapezoides

Achaea trapezoides là một loài bướm đêm thuộc họ Noctuidae. It is ở Châu Phi, bao gồm Nam Phi và Réunion.